# Futebol na Universíada de Verão de 2009
O futebol na Universíada de Verão de 2009 foi disputado em dez sedes (duas delas também locais de treinamento e três locais exclusivamente de treinamento) entre 30 de junho e 10 de julho de 2009.

## Sedes
As sedes foram:

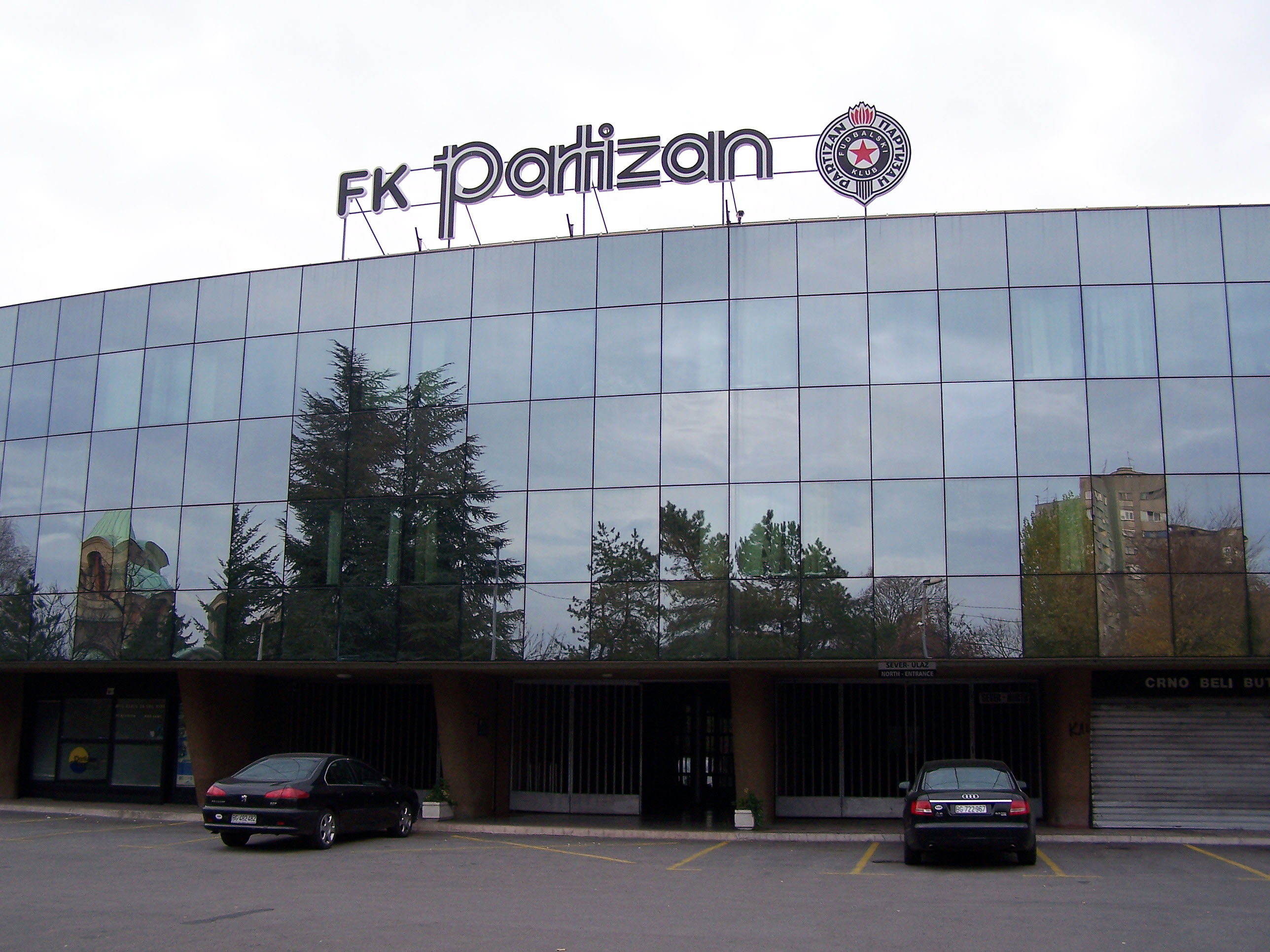
Estádio Partizan, Belgrado.

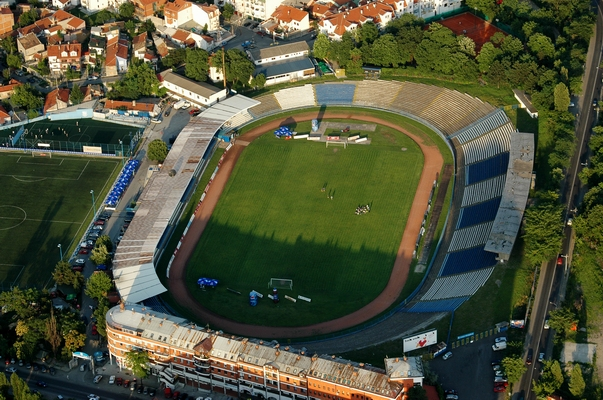
Omladinski Stadion (OFK Beograd), Belgrado.

| Competição - Belgrado - Estádio Partizan (8.000) - Estádio do FK Voždovac (2.500) - Estádio do FK Zemun (8.000) - Estádio do OFK Beograd (10.000) - Estádio do FK Obilić (4.200) - Indjija - Estádio do FK Indjija (2.300) - Lazarevac - Estádio do FK Kolubara (2.000) - Semêndria - Estádio do FK Smederevo (8.000) | Competição e treinamento - Belgrado - Estádio do FK Železnik (2.000) - Surčin - Estádio do FK Srem Jakovo Treinamento - Belgrado - Estádio do FK Teleoptik (5.000) - Estádio do FK Radnički Jugopetrol - SC MUP Srbija |

## Calendário
| Futebol   | Jun | Julho | Julho | Julho | Julho | Julho | Julho | Julho | Julho | Julho | Julho | Julho | Julho |
| Futebol   | 30  | 1     | 2     | 3     | 4     | 5     | 6     | 7     | 8     | 9     | 10    | 11    | 12    |
| --------- | --- | ----- | ----- | ----- | ----- | ----- | ----- | ----- | ----- | ----- | ----- | ----- | ----- |
| Masculino |     |       |       |       |       |       |       |       |       |       | 1     |       |       |
| Feminino  |     |       |       |       |       |       |       |       |       |       | 1     |       |       |

|  | Dia de competição |  | Dia de final |

## Medalhistas
| Evento    | Ouro | Prata | Bronze |
| --------- | --- | --- | --- |
| Masculino | UKR Ucrânia Iurii Bakhtiiarov Andriy Zaporozhan Vladyslav Piskun Oleksii Repa Igor Gerbynskyy Andriy Bashaly Artem Staroorodskyy Mykola Revutskyy Igor Hordya Dmytro Gunchenko Igor Khudobyak Yuriy Kysylytsya Andriy Shevchuk Andriy Misyaylo Oleksandr Krokhmalyuk Vladyslav Mykulyak Matviy Bobal Anton Monakhov Vasyl Chornyi | ITA Itália Federico Nicastro Ciro Oreste Sirignano Fabio Cusaro Samuele Salvadori Roberto Rudi Andrea Pippa Luigi Cuomo Giuseppe Lolaico Ciro De Franco Jacopo Galbiati Francesco Amantini Marco Dessena Girolamo D'Alessandro Roberto Fusari Giovanni Vriz Pasquale Iadaresta Alessandro Mosca Mario Ramaglia | JPN Japão Kohei Kawata Yuji Fujikawa Kazuya Yamamura Yuki Nakayama Yusuke Higa Hideto Takahashi Masakazu Kihara Daisuke Itoh Kohei Mishima Takanori Chiaki Akihiro Hayashi Yuhei Nakagawa Hiroki Yamada Tsukasa Morimoto Kosuke Nakamachi Takashi Uchino Hiroki Oka Yudai Tanaka Kensuke Nagai |
| Feminino  | KOR Coreia do Sul Lee Sun-Min Kim Danbi Cho So-Hyun Lim Seon-Joo Shin Mina Jeon Ga-Eul Kwon Eunsom Kwon Hah-Nul Ji So-Yun Yoo Young-A Lee Eunmi Kim Jin-Young Kim Do-Yeon Jung Won-Jung Hwang Boram Shim Seo-Yeon Kim Soo-Yun Kim Seuri                                                                                           | JPN Japão Hoshimi Kishi Naoko Sakuramoto Chika Shimada Nana Takahashi Midori Isokane Shiho Kohata Hitomi Ono Kie Koyama Hikari Nakade Noriko Matsuda Ami Otaki Misa Sugawara Izumi Osada Noriko Yamauchi Aki Tago Haruka Takahashi Rie Usui Asako Ideue Risa Ikadai Kana Kitahara                              | GBR Grã-Bretanha Lauren Wells Vicky Jones Alex Culvin Rachael Axon Faye Marsh Jade Radburn Levi Penny Amy Kane Gwennan Harries Stacey Aisthorpe Lauren Walker Kelly Jones Naomi Bruton Jodie Taylor Grace McCatty Lauren Impey Danielle Ackerman Julie Melrose Katie Holtham                   |

## Masculino

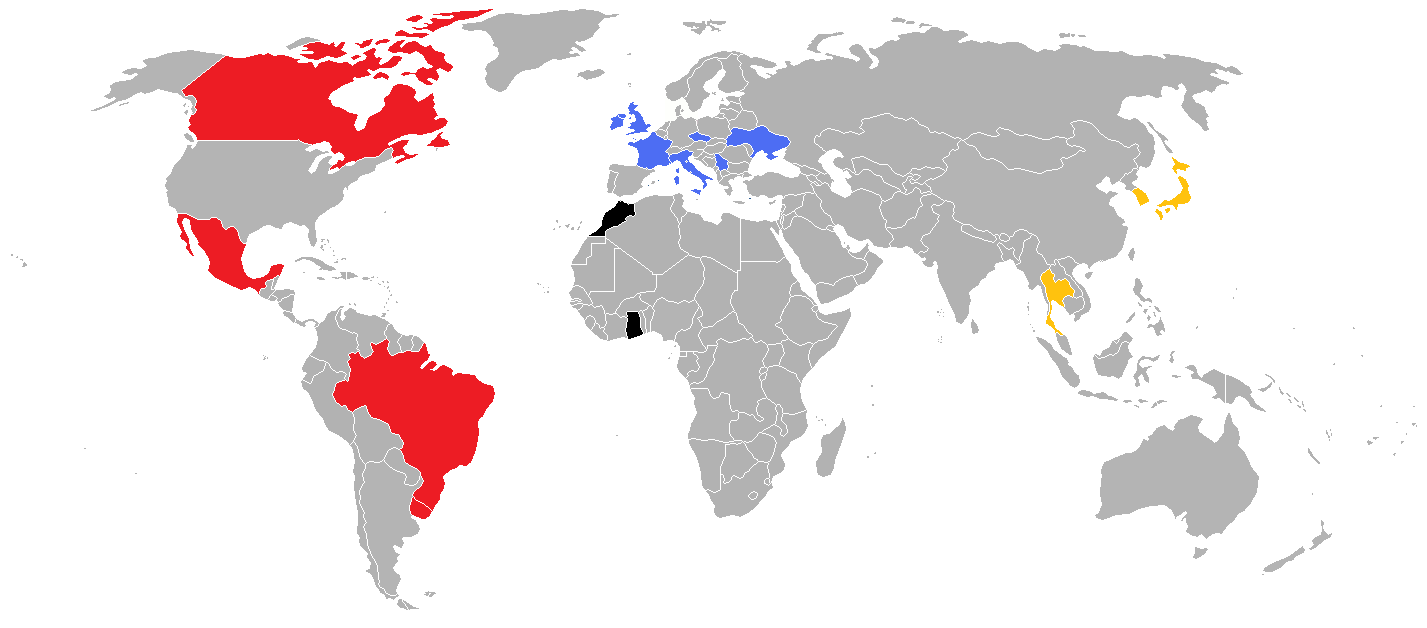
Equipes masculinas participantes.

Cada equipe de cada grupo jogou contra as outras equipes do seu grupo, todas contra todas. As duas melhores equipes de cada grupo classificaram-se as quartas-de-final, disputando do primeiro ao oitavo lugar. As equipes classificadas nos dois últimos lugares de cada grupo foram para a disputa de nono até o décimo-sexto lugar.

### Fase preliminar
Grupo A
| Pos. |                  | GBR                    | SRB                    | MEX                    | GHA   | Pts | J | V | E | D | GF | GS | SG |
| ---- | ---------------- | ---------------------- | ---------------------- | ---------------------- | ----- | --- | - | - | - | - | -- | -- | -- |
| 1    | GBR Grã-Bretanha | —                      | 1 – 0[ligação inativa] | 2 – 2[ligação inativa] | 3 – 0 | 7   | 3 | 2 | 1 | 0 | 6  | 2  | +4 |
| 2    | SRB Sérvia       | 0 – 1[ligação inativa] | —                      | 3 – 0[ligação inativa] | 3 – 0 | 6   | 3 | 2 | 0 | 1 | 6  | 1  | +5 |
| 3    | MEX México       | 2 – 2[ligação inativa] | 0 – 3[ligação inativa] | —                      | 3 – 0 | 4   | 3 | 1 | 1 | 1 | 5  | 5  | 0  |
| 4    | GHA Gana         | 0 – 3                  | 0 – 3                  | 0 – 3                  | —     | 0   | 3 | 0 | 0 | 3 | 0  | 9  | -9 |

Grupo B
| Pos. |              | CZE                    | UKR                    | CAN                    | MAR                    | Pts | J | V | E | D | GF | GS | SG |
| ---- | ------------ | ---------------------- | ---------------------- | ---------------------- | ---------------------- | --- | - | - | - | - | -- | -- | -- |
| 1    | CZE Chéquia  | —                      | 1 – 1[ligação inativa] | 3 – 1[ligação inativa] | 1 – 0[ligação inativa] | 7   | 3 | 2 | 1 | 0 | 5  | 2  | +3 |
| 2    | UKR Ucrânia  | 1 – 1[ligação inativa] | —                      | 2 – 1[ligação inativa] | 0 – 0[ligação inativa] | 5   | 3 | 1 | 2 | 0 | 3  | 2  | +1 |
| 3    | CAN Canadá   | 1 – 0[ligação inativa] | 1 – 2[ligação inativa] | —                      | 1 – 3[ligação inativa] | 3   | 3 | 1 | 0 | 2 | 3  | 5  | -2 |
| 4    | MAR Marrocos | 0 – 1[ligação inativa] | 0 – 0[ligação inativa] | 0 – 1[ligação inativa] | —                      | 1   | 3 | 0 | 1 | 2 | 0  | 2  | -2 |

Grupo C
| Pos. |                   | KOR                    | ITA                    | URU                    | IRL                    | Pts | J | V | E | D | GF | GS | SG |
| ---- | ----------------- | ---------------------- | ---------------------- | ---------------------- | ---------------------- | --- | - | - | - | - | -- | -- | -- |
| 1    | KOR Coreia do Sul | —                      | 2 – 0[ligação inativa] | 1 – 1[ligação inativa] | 1 – 0[ligação inativa] | 7   | 3 | 2 | 1 | 0 | 4  | 1  | +3 |
| 2    | ITA Itália        | 0 – 2[ligação inativa] | —                      | 2 – 1[ligação inativa] | 2 – 1[ligação inativa] | 6   | 3 | 2 | 0 | 1 | 4  | 4  | 0  |
| 3    | URU Uruguai       | 1 – 1[ligação inativa] | 1 – 2[ligação inativa] | —                      | 1 – 0[ligação inativa] | 4   | 3 | 1 | 1 | 1 | 3  | 3  | 0  |
| 4    | IRL Irlanda       | 0 – 1[ligação inativa] | 1 – 2[ligação inativa] | 0 – 1[ligação inativa] | —                      | 0   | 3 | 0 | 0 | 3 | 1  | 4  | -3 |

Grupo D
| Pos. |               | FRA                    | JPN                    | BRA                    | THA                    | Pts | J | V | E | D | GF | GS | SG  |
| ---- | ------------- | ---------------------- | ---------------------- | ---------------------- | ---------------------- | --- | - | - | - | - | -- | -- | --- |
| 1    | JPN Japão     | 2 – 1[ligação inativa] | —                      | 4 – 1[ligação inativa] | 5 – 0[ligação inativa] | 9   | 3 | 3 | 0 | 0 | 11 | 2  | +9  |
| 2    | FRA França    | —                      | 1 – 2[ligação inativa] | 0 – 0[ligação inativa] | 5 – 1[ligação inativa] | 4   | 3 | 1 | 1 | 1 | 6  | 3  | +3  |
| 3    | BRA Brasil    | 0 – 0[ligação inativa] | 1 – 4[ligação inativa] | —                      | 2 – 0[ligação inativa] | 4   | 3 | 1 | 1 | 1 | 3  | 4  | -1  |
| 4    | THA Tailândia | 1 – 5[ligação inativa] | 0 – 5[ligação inativa] | 0 – 2[ligação inativa] | —                      | 0   | 3 | 0 | 0 | 3 | 1  | 12 | -11 |

### Fase final

#### Final
|  | Quartas-de-final  | Quartas-de-final |                  |           | Semifinais                   | Semifinais                   |  |  | Disputa da medalha de ouro | Disputa da medalha de ouro |
|  |                   |                  |                  |           |                              |                              |  |  |                            |                            |
|  | Relatório         |                  |                  |           |                              |                              |  |  |                            |                            |
|  |                   |                  |                  |           |                              |                              |  |  |                            |                            |
|  | GBR Grã-Bretanha  | 0 (2)            |                  |           |                              |                              |  |  |                            |                            |
|  | GBR Grã-Bretanha  | 0 (2)            | Relatório        |           |                              |                              |  |  |                            |                            |
|  | FRA França        | 0 (0)            |                  |           |                              |                              |  |  |                            |                            |
|  | FRA França        | 0 (0)            | GBR Grã-Bretanha | 0 (5)     |                              |                              |  |  |                            |                            |
|  | Relatório         |                  | GBR Grã-Bretanha | 0 (5)     |                              |                              |  |  |                            |                            |
|  |                   | UKR Ucrânia      | 0 (6)            |           |                              |                              |  |  |                            |                            |
|  | UKR Ucrânia       | UKR Ucrânia      | 0 (6)            | 1 (4)     |                              |                              |  |  |                            |                            |
|  | UKR Ucrânia       |                  | Relatório        | 1 (4)     |                              |                              |  |  |                            |                            |
|  | KOR Coreia do Sul | 1 (1)            |                  |           |                              |                              |  |  |                            |                            |
|  | KOR Coreia do Sul | 1 (1)            | UKR Ucrânia      | 3         |                              |                              |  |  |                            |                            |
|  | Relatório         |                  | UKR Ucrânia      | 3         |                              |                              |  |  |                            |                            |
|  |                   | ITA Itália       | 2                |           |                              |                              |  |  |                            |                            |
|  | SRB Sérvia        | ITA Itália       | 2                | 0 (2)     |                              |                              |  |  |                            |                            |
|  | SRB Sérvia        | Relatório        |                  | 0 (2)     |                              |                              |  |  |                            |                            |
|  | JPN Japão         | 0 (3)            |                  |           |                              |                              |  |  |                            |                            |
|  | JPN Japão         | 0 (3)            | JPN Japão        | 1         | Disputa da medalha de bronze | Disputa da medalha de bronze |  |  |                            |                            |
|  | Relatório         |                  | JPN Japão        | 1         | Disputa da medalha de bronze | Disputa da medalha de bronze |  |  |                            |                            |
|  |                   | ITA Itália       | 2                |           |                              |                              |  |  |                            |                            |
|  | CZE Chéquia       | ITA Itália       | 2                | 0         | GBR Grã-Bretanha             | 0                            |  |  |                            |                            |
|  | CZE Chéquia       |                  |                  | 0         | GBR Grã-Bretanha             | 0                            |  |  |                            |                            |
|  | ITA Itália        | 1                |                  | JPN Japão | 1                            |                              |  |  |                            |                            |
|  | ITA Itália        | 1                |                  |           | 1                            |                              |  |  |                            |                            |
|  |                   |                  |                  |           |                              |                              |  |  | Relatório                  |                            |
|  |                   |                  |                  |           |                              |                              |  |  |                            |                            |

#### Disputa do 5º ao 8º lugar
|  | Disputa do 5º ao 8º lugar | Disputa do 5º ao 8º lugar |   |            | Disputa do 5º e 6º lugar | Disputa do 5º e 6º lugar |  |
|  |                           |                           |   |            |                          |                          |  |
|  | Relatório                 |                           |   |            |                          |                          |  |
|  | FRA França                | 2                         |   |            |                          |                          |  |
|  | KOR Coreia do Sul         | 3                         |   |            |                          |                          |  |
|  |                           |                           |   |            |                          |                          |  |
|  |                           |                           |   |            | Relatório                |                          |  |
|  |                           |                           |   |            | KOR Coreia do Sul        | 0                        |  |
|  |                           | CZE Chéquia               | 2 |            |                          |                          |  |
|  |                           |                           |   |            |                          |                          |  |
|  |                           |                           |   |            |                          |                          |  |
|  |                           |                           |   |            | Disputa do 7º e 8º lugar |                          |  |
|  | Relatório                 | Relatório                 |   | Relatório  | Relatório                |                          |  |
|  | SRB Sérvia                | 0                         |   | FRA França | 1 (6)                    |                          |  |
|  | CZE Chéquia               | 1                         |   |            | SRB Sérvia               | 1 (5)                    |  |

#### Disputa do 9º ao 12º lugar
|  | Preliminar    | Preliminar  |               |            | Disputa do 9º ao 12º lugar | Disputa do 9º ao 12º lugar |  |  | Disputa do 9º e 10º lugar | Disputa do 9º e 10º lugar |
|  |               |             |               |            |                            |                            |  |  |                           |                           |
|  | Relatório     |             |               |            |                            |                            |  |  |                           |                           |
|  |               |             |               |            |                            |                            |  |  |                           |                           |
|  | MEX México    | 2           |               |            |                            |                            |  |  |                           |                           |
|  | MEX México    | 2           | Relatório     |            |                            |                            |  |  |                           |                           |
|  | THA Tailândia | 3           |               |            |                            |                            |  |  |                           |                           |
|  | THA Tailândia | 3           | THA Tailândia | 3          |                            |                            |  |  |                           |                           |
|  | Relatório     |             | THA Tailândia | 3          |                            |                            |  |  |                           |                           |
|  |               | URU Uruguai | 0             |            |                            |                            |  |  |                           |                           |
|  | MAR Marrocos  | URU Uruguai | 0             | 0          |                            |                            |  |  |                           |                           |
|  | MAR Marrocos  |             | Relatório     | 0          |                            |                            |  |  |                           |                           |
|  | URU Uruguai   | 2           |               |            |                            |                            |  |  |                           |                           |
|  | URU Uruguai   | 2           | THA Tailândia | 1 (3)      |                            |                            |  |  |                           |                           |
|  | Relatório     |             | THA Tailândia | 1 (3)      |                            |                            |  |  |                           |                           |
|  |               | BRA Brasil  | 1 (4)         |            |                            |                            |  |  |                           |                           |
|  | GHA Gana      | BRA Brasil  | 1 (4)         | 2          |                            |                            |  |  |                           |                           |
|  | GHA Gana      | Relatório   |               | 2          |                            |                            |  |  |                           |                           |
|  | BRA Brasil    | 4           |               |            |                            |                            |  |  |                           |                           |
|  | BRA Brasil    | 4           | BRA Brasil    | 3          | Disputa do 11º e 12º lugar | Disputa do 11º e 12º lugar |  |  |                           |                           |
|  | Relatório     |             | BRA Brasil    | 3          | Disputa do 11º e 12º lugar | Disputa do 11º e 12º lugar |  |  |                           |                           |
|  |               | CAN Canadá  | 1             |            |                            |                            |  |  |                           |                           |
|  | CAN Canadá    | CAN Canadá  | 1             | 1          | URU Uruguai                | 3                          |  |  |                           |                           |
|  | CAN Canadá    |             |               | 1          | URU Uruguai                | 3                          |  |  |                           |                           |
|  | IRL Irlanda   | 0           |               | CAN Canadá | 2                          |                            |  |  |                           |                           |
|  | IRL Irlanda   | 0           |               |            | 2                          |                            |  |  |                           |                           |
|  |               |             |               |            |                            |                            |  |  | Relatório                 |                           |
|  |               |             |               |            |                            |                            |  |  |                           |                           |

#### Disputa do 13º ao 16º lugar
|  | Disputa do 13º ao 16º lugar | Disputa do 13º ao 16º lugar |       |            | Disputa do 13º e 14º lugar | Disputa do 13º e 14º lugar |  |
|  |                             |                             |       |            |                            |                            |  |
|  | Relatório                   |                             |       |            |                            |                            |  |
|  | MEX México                  | 0                           |       |            |                            |                            |  |
|  | MAR Marrocos                | 3                           |       |            |                            |                            |  |
|  |                             |                             |       |            |                            |                            |  |
|  |                             |                             |       |            | Relatório                  |                            |  |
|  |                             |                             |       |            | MAR Marrocos               | 1 (4)                      |  |
|  |                             | IRL Irlanda                 | 1 (3) |            |                            |                            |  |
|  |                             |                             |       |            |                            |                            |  |
|  |                             |                             |       |            |                            |                            |  |
|  |                             |                             |       |            | Disputa do 15º e 16º lugar |                            |  |
|  | Relatório                   | Relatório                   |       | Relatório  | Relatório                  |                            |  |
|  | GHA Gana                    | 1                           |       | MEX México | 1                          |                            |  |
|  | IRL Irlanda                 | 4                           |       |            | GHA Gana                   | 2                          |  |

### Classificação final
| Pos.   | Equipe              |
| ------ | ------------------- |
| Ouro   | UKR Ucrânia         |
| Prata  | ITA Itália          |
| Bronze | JPN Japão           |
| 4      | GBR Grã-Bretanha    |
| 5      | CZE República Checa |
| 6      | KOR Coreia do Sul   |
| 7      | FRA França          |
| 8      | SRB Sérvia          |
| 9      | BRA Brasil          |
| 10     | THA Tailândia       |
| 11     | URU Uruguai         |
| 12     | CAN Canadá          |
| 13     | MAR Marrocos        |
| 14     | IRL Irlanda         |
| 15     | GHA Gana            |
| 16     | MEX México          |

## Feminino

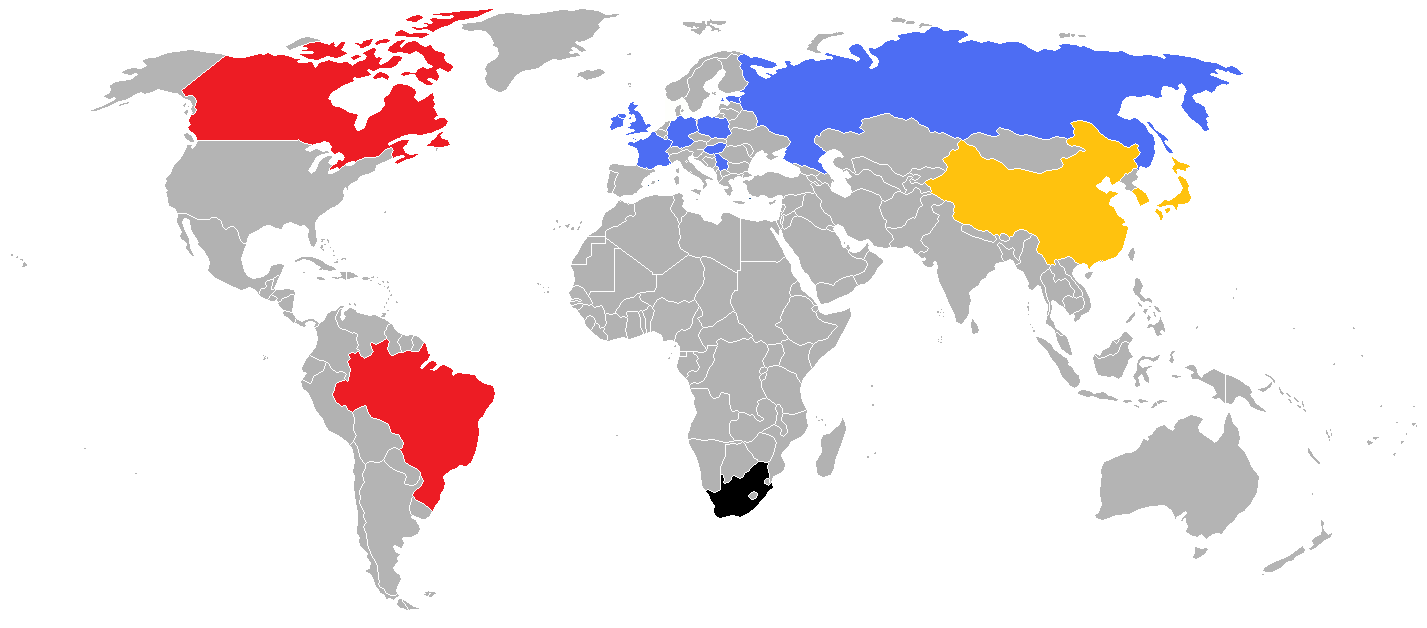
Equipes femininas participantes.

Cada equipe de cada grupo jogou contra as outras equipes do seu grupo, todas contra todas. As duas melhores equipes de cada grupo classificaram-se às quartas-de-final, disputando do primeiro ao oitavo lugar. As equipes que finalizaram nos dois últimos lugares de cada grupo foram para a disputa de nono até o décimo-quinto lugar.

### Fase preliminar
Grupo A
| Pos. |             | SRB                  | CHN                  | POL                  | CAN                  | Pts | J | V | E | D | GF | GS | SG |
| ---- | ----------- | -------------------- | -------------------- | -------------------- | -------------------- | --- | - | - | - | - | -- | -- | -- |
| 1    | CHN China   | 2–0[ligação inativa] | —                    | 3–0[ligação inativa] | 1–2[ligação inativa] | 6   | 3 | 2 | 0 | 1 | 6  | 2  | +4 |
| 2    | CAN Canadá  | 1–2[ligação inativa] | 2–1[ligação inativa] | 3–0[ligação inativa] | —                    | 6   | 3 | 2 | 0 | 1 | 6  | 3  | +3 |
| 3    | SRB Sérvia  | —                    | 0–2[ligação inativa] | 1–2[ligação inativa] | 2–1[ligação inativa] | 3   | 3 | 1 | 0 | 2 | 3  | 5  | -2 |
| 4    | POL Polônia | 2–1[ligação inativa] | 0–3[ligação inativa] | —                    | 0–3[ligação inativa] | 3   | 3 | 1 | 0 | 2 | 2  | 7  | -5 |

Grupo B
| Pos. |                  | RUS                  | GBR                   | EST                   | Pts | J | V | E | D | GF | GS | SG  |
| ---- | ---------------- | -------------------- | --------------------- | --------------------- | --- | - | - | - | - | -- | -- | --- |
| 1    | RUS Rússia       | —                    | 1–0[ligação inativa]  | 9–0[ligação inativa]  | 6   | 2 | 2 | 0 | 0 | 10 | 0  | +10 |
| 2    | GBR Grã-Bretanha | 0–1[ligação inativa] | —                     | 10–0[ligação inativa] | 3   | 2 | 1 | 0 | 1 | 10 | 1  | +9  |
| 3    | EST Estônia      | 0–9[ligação inativa] | 0–10[ligação inativa] | —                     | 0   | 2 | 0 | 0 | 2 | 0  | 19 | -19 |

Grupo C
| Pos. |                   | BRA                  | KOR                   | GER                  | RSA                   | Pts | J | V | E | D | GF | GS | SG  |
| ---- | ----------------- | -------------------- | --------------------- | -------------------- | --------------------- | --- | - | - | - | - | -- | -- | --- |
| 1    | BRA Brasil        | —                    | 1–0[ligação inativa]  | 3–0[ligação inativa] | 7–1[ligação inativa]  | 9   | 3 | 3 | 0 | 0 | 11 | 1  | +10 |
| 2    | KOR Coreia do Sul | 0–1[ligação inativa] | —                     | 4–0[ligação inativa] | 12–0[ligação inativa] | 6   | 3 | 2 | 0 | 1 | 16 | 1  | +15 |
| 3    | GER Alemanha      | 0–3[ligação inativa] | 0–4[ligação inativa]  | —                    | 7–2[ligação inativa]  | 3   | 3 | 1 | 0 | 2 | 7  | 9  | -2  |
| 4    | RSA África do Sul | 1–7[ligação inativa] | 0–12[ligação inativa] | 2–7[ligação inativa] | —                     | 0   | 3 | 0 | 0 | 3 | 3  | 26 | -23 |

Grupo D
| Pos. |             | IRL                  | FRA                  | HUN                  | JPN                  | Pts | J | V | E | D | GF | GS | SG |
| ---- | ----------- | -------------------- | -------------------- | -------------------- | -------------------- | --- | - | - | - | - | -- | -- | -- |
| 1    | FRA França  | 1–0[ligação inativa] | —                    | 3–0[ligação inativa] | 0–0[ligação inativa] | 7   | 3 | 2 | 1 | 0 | 4  | 0  | +4 |
| 2    | JPN Japão   | 3–0[ligação inativa] | 0–0[ligação inativa] | 1–1[ligação inativa] | —                    | 5   | 3 | 1 | 2 | 0 | 4  | 1  | +3 |
| 3    | IRL Irlanda | —                    | 0–1[ligação inativa] | 3–2[ligação inativa] | 0–3[ligação inativa] | 3   | 3 | 1 | 0 | 2 | 3  | 6  | -3 |
| 4    | HUN Hungria | 2–3[ligação inativa] | 0–3[ligação inativa] | —                    | 1–1[ligação inativa] | 1   | 3 | 0 | 1 | 2 | 3  | 7  | -4 |

### Fase final

#### Final
|  | Quartas-de-final  | Quartas-de-final  |            |            | Semifinais                   | Semifinais                   |  |  | Disputa da medalha de ouro | Disputa da medalha de ouro |
|  |                   |                   |            |            |                              |                              |  |  |                            |                            |
|  | Relatório         |                   |            |            |                              |                              |  |  |                            |                            |
|  |                   |                   |            |            |                              |                              |  |  |                            |                            |
|  | CHN China         | 0                 |            |            |                              |                              |  |  |                            |                            |
|  | CHN China         | 0                 | Relatório  |            |                              |                              |  |  |                            |                            |
|  | JPN Japão         | 1                 |            |            |                              |                              |  |  |                            |                            |
|  | JPN Japão         | 1                 | JPN Japão  | 1 (6)      |                              |                              |  |  |                            |                            |
|  | Relatório         |                   | JPN Japão  | 1 (6)      |                              |                              |  |  |                            |                            |
|  |                   | GBR Grã-Bretanha  | 1 (5)      |            |                              |                              |  |  |                            |                            |
|  | GBR Grã-Bretanha  | GBR Grã-Bretanha  | 1 (5)      | 1 (2)      |                              |                              |  |  |                            |                            |
|  | GBR Grã-Bretanha  |                   | Relatório  | 1 (2)      |                              |                              |  |  |                            |                            |
|  | BRA Brasil        | 1 (0)             |            |            |                              |                              |  |  |                            |                            |
|  | BRA Brasil        | 1 (0)             | JPN Japão  | 1          |                              |                              |  |  |                            |                            |
|  | Relatório         |                   | JPN Japão  | 1          |                              |                              |  |  |                            |                            |
|  |                   | KOR Coreia do Sul | 4          |            |                              |                              |  |  |                            |                            |
|  | CAN Canadá        | KOR Coreia do Sul | 4          | 1          |                              |                              |  |  |                            |                            |
|  | CAN Canadá        | Relatório         |            | 1          |                              |                              |  |  |                            |                            |
|  | FRA França        | 4                 |            |            |                              |                              |  |  |                            |                            |
|  | FRA França        | 4                 | FRA França | 0 (3)      | Disputa da medalha de bronze | Disputa da medalha de bronze |  |  |                            |                            |
|  | Relatório         |                   | FRA França | 0 (3)      | Disputa da medalha de bronze | Disputa da medalha de bronze |  |  |                            |                            |
|  |                   | KOR Coreia do Sul | 0 (4)      |            |                              |                              |  |  |                            |                            |
|  | RUS Rússia        | KOR Coreia do Sul | 0 (4)      | 0 (3)      | GBR Grã-Bretanha             | 4                            |  |  |                            |                            |
|  | RUS Rússia        |                   |            | 0 (3)      | GBR Grã-Bretanha             | 4                            |  |  |                            |                            |
|  | KOR Coreia do Sul | 0 (5)             |            | FRA França | 1                            |                              |  |  |                            |                            |
|  | KOR Coreia do Sul | 0 (5)             |            |            | 1                            |                              |  |  |                            |                            |
|  |                   |                   |            |            |                              |                              |  |  | Relatório                  |                            |
|  |                   |                   |            |            |                              |                              |  |  |                            |                            |

#### Disputa do 5º ao 8º lugar
|  | Disputa do 5º ao 8º lugar | Disputa do 5º ao 8º lugar |   |           | Disputa do 5º e 6º lugar | Disputa do 5º e 6º lugar |  |
|  |                           |                           |   |           |                          |                          |  |
|  | Relatório                 |                           |   |           |                          |                          |  |
|  | CHN China                 | 0                         |   |           |                          |                          |  |
|  | BRA Brasil                | 1                         |   |           |                          |                          |  |
|  |                           |                           |   |           |                          |                          |  |
|  |                           |                           |   |           | Relatório                |                          |  |
|  |                           |                           |   |           | BRA Brasil               | 1                        |  |
|  |                           | RUS Rússia                | 2 |           |                          |                          |  |
|  |                           |                           |   |           |                          |                          |  |
|  |                           |                           |   |           |                          |                          |  |
|  |                           |                           |   |           | Disputa do 7º e 8º lugar |                          |  |
|  | Relatório                 | Relatório                 |   | Relatório | Relatório                |                          |  |
|  | CAN Canadá                | 3                         |   | CHN China | 0 (3)                    |                          |  |
|  | RUS Rússia                | 5                         |   |           | CAN Canadá               | 0 (4)                    |  |

#### Disputa do 9º ao 12º lugar
|  | Preliminar        | Preliminar   |             |             | Disputa do 9º ao 12º lugar | Disputa do 9º ao 12º lugar |  |  | Disputa do 9º e 10º lugar | Disputa do 9º e 10º lugar |
|  |                   |              |             |             |                            |                            |  |  |                           |                           |
|  | Relatório         |              |             |             |                            |                            |  |  |                           |                           |
|  |                   |              |             |             |                            |                            |  |  |                           |                           |
|  | SRB Sérvia        | 5            |             |             |                            |                            |  |  |                           |                           |
|  | SRB Sérvia        | 5            | Relatório   |             |                            |                            |  |  |                           |                           |
|  | HUN Hungria       | 0            |             |             |                            |                            |  |  |                           |                           |
|  | HUN Hungria       | 0            | SRB Sérvia  | 0           |                            |                            |  |  |                           |                           |
|  |                   |              | SRB Sérvia  | 0           |                            |                            |  |  |                           |                           |
|  |                   | GER Alemanha | 4           |             |                            |                            |  |  |                           |                           |
|  |                   | GER Alemanha | 4           |             |                            |                            |  |  |                           |                           |
|  |                   |              | Relatório   |             |                            |                            |  |  |                           |                           |
|  |                   |              |             |             |                            |                            |  |  |                           |                           |
|  | GER Alemanha      | 0            |             |             |                            |                            |  |  |                           |                           |
|  | GER Alemanha      | 0            | Relatório   |             |                            |                            |  |  |                           |                           |
|  |                   | POL Polônia  | 2           |             |                            |                            |  |  |                           |                           |
|  | POL Polônia       | POL Polônia  | 2           | 2           |                            |                            |  |  |                           |                           |
|  | POL Polônia       | Relatório    |             | 2           |                            |                            |  |  |                           |                           |
|  | IRL Irlanda       | 1            |             |             |                            |                            |  |  |                           |                           |
|  | IRL Irlanda       | 1            | POL Polônia | 8           | Disputa do 11º e 12º lugar | Disputa do 11º e 12º lugar |  |  |                           |                           |
|  | Relatório         |              | POL Polônia | 8           | Disputa do 11º e 12º lugar | Disputa do 11º e 12º lugar |  |  |                           |                           |
|  |                   | EST Estônia  | 2           |             |                            |                            |  |  |                           |                           |
|  | EST Estônia       | EST Estônia  | 2           | 2           | SRB Sérvia                 | 4                          |  |  |                           |                           |
|  | EST Estônia       |              |             | 2           | SRB Sérvia                 | 4                          |  |  |                           |                           |
|  | RSA África do Sul | 1            |             | EST Estônia | 0                          |                            |  |  |                           |                           |
|  | RSA África do Sul | 1            |             |             | 0                          |                            |  |  |                           |                           |
|  |                   |              |             |             |                            |                            |  |  | Relatório                 |                           |
|  |                   |              |             |             |                            |                            |  |  |                           |                           |

#### Disputa do 13º ao 15º lugar
|  | Disputa do 13º ao 15º lugar | Disputa do 13º ao 15º lugar |   |  | Disputa do 13º e 14º lugar | Disputa do 13º e 14º lugar |  |
|  |                             |                             |   |  |                            |                            |  |
|  |                             |                             |   |  |                            |                            |  |
|  |                             |                             |   |  |                            |                            |  |
|  |                             |                             |   |  |                            |                            |  |
|  |                             |                             |   |  |                            |                            |  |
|  |                             |                             |   |  | Relatório                  |                            |  |
|  |                             |                             |   |  | HUN Hungria                | 3                          |  |
|  |                             | IRL Irlanda                 | 2 |  |                            |                            |  |
|  |                             |                             |   |  |                            |                            |  |
|  |                             |                             |   |  |                            |                            |  |
|  |                             |                             |   |  |                            |                            |  |
|  | Relatório                   |                             |   |  |                            |                            |  |
|  | IRL Irlanda                 | 6                           |   |  |                            |                            |  |
|  | RSA África do Sul           | 3                           |   |  |                            |                            |  |

### Classificação final
| Pos.   | Equipe            |
| ------ | ----------------- |
| Ouro   | KOR Coreia do Sul |
| Prata  | JPN Japão         |
| Bronze | GBR Grã-Bretanha  |
| 4      | FRA França        |
| 5      | RUS Rússia        |
| 6      | BRA Brasil        |
| 7      | CAN Canadá        |
| 8      | CHN China         |
| 9      | POL Polônia       |
| 10     | GER Alemanha      |
| 11     | SRB Sérvia        |
| 12     | EST Estônia       |
| 13     | HUN Hungria       |
| 14     | IRL Irlanda       |
| 15     | RSA África do Sul |

## Quadro de medalhas
| Ordem | País              | Medalha de ouro | Medalha de prata | Medalha de bronze |   |
| ----- | ----------------- | --------------- | ---------------- | ----------------- | - |
| 1     | KOR Coreia do Sul | 1               |                  |                   | 1 |
|       | UKR Ucrânia       | 1               |                  |                   | 1 |
| 3     | JPN Japão         |                 | 1                | 1                 | 2 |
| 4     | ITA Itália        |                 | 1                |                   | 1 |
| 5     | GBR Grã-Bretanha  |                 |                  | 1                 | 1 |
| TOTAL | TOTAL             | 2               | 2                | 2                 | 6 |